# 圣樊尚德拉蒙茹瓦
圣樊尚德拉蒙茹瓦（法語：Saint-Vincent-de-Lamontjoie，法語發音：[sɛ̃ vɛ̃sɑ̃ də lamɔ̃ʒwa]，意为“拉蒙茹瓦的圣樊尚”）是法国洛特-加龙省的一个市镇，属于内拉克区。

## 地理
圣樊尚德拉蒙茹瓦（44°5'6"N, 0°30'44"E）面积15.29 平方千米，位于法国新阿基坦大区洛特-加龍省，该省份为法国西南部内陆省份，北起多爾多涅省，西接吉倫特省和朗德省，南至热尔省，东临塔恩-加龙省和洛特省。
与圣樊尚德拉蒙茹瓦接壤的市镇（或旧市镇、城区）包括：拉普吕姆、拉蒙茹瓦、农迪约、索蒙。

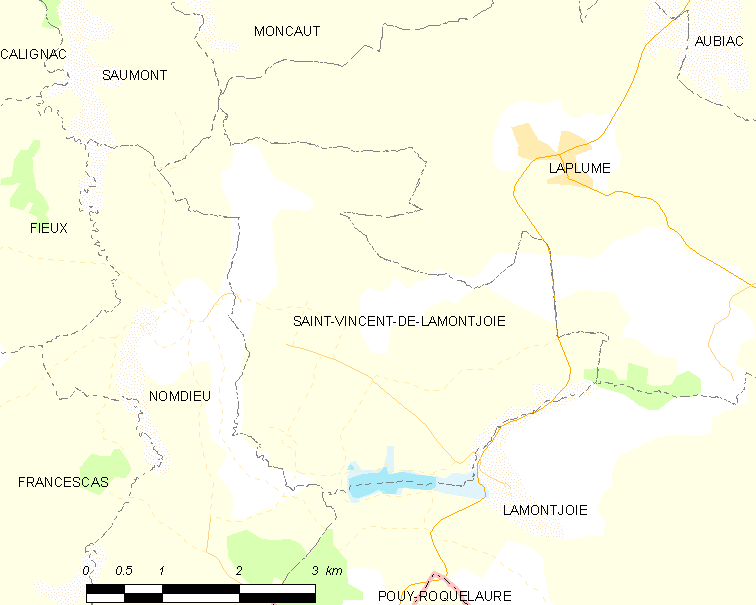
圣樊尚德拉蒙茹瓦的OSM定位图

圣樊尚德拉蒙茹瓦的时区为UTC+01:00、UTC+02:00（夏令时）。

## 行政
圣樊尚德拉蒙茹瓦的邮政编码为47310，INSEE市镇编码为47282。

## 政治
圣樊尚德拉蒙茹瓦所属的省级选区为阿尔布雷县。

## 人口

1962-2008年间圣樊尚德拉蒙茹瓦人口变化图示

圣樊尚德拉蒙茹瓦于2022年1月1日时的人口数量为226人。